# Amin Tabatabaei
Seyyed Mohammad Amin Tabatabaei (persisch محمدامین طباطبایی; * 5. Februar 2001 in Teheran) ist ein iranischer Schachspieler.
2009 gewann er bei den 5. Schulweltmeisterschaften in Thessaloniki die U9-Konkurrenz, wofür er den CM-Titel erhielt, und die iranische U8-Meisterschaft. Bei den ASEAN Games 2010 in Subic gewann er die U10-Konkurrenz, für den er den FM-Titel erhielt. Die iranische U10-Meisterschaft gewann er 2010 in Qazvin und 2011 in Isfahan. 2014 gewann er in Neu-Delhi die asiatische U14-Meisterschaft.
Bei Jugendweltmeisterschaften erhielt er 2009 eine Bronzemedaille (U8) in Kemer und 2014 eine Silbermedaille (U14) in Durban.
Im April 2015 erhielt er den Titel Internationaler Meister. Die notwendigen Normen hierfür hatte er beim 16. Dubai Open im April 2014 mit Übererfüllung erzielt, bei dem ihm Siege gegen unter anderem die Großmeister Sebastian Bogner und Rinat Schumabajew gelangen, ebenfalls mit Übererfüllung beim Qatar Masters Open im Dezember 2014, bei dem er auch zwei Großmeister schlagen konnte (Zhu Chen und Pontus Carlsson), sowie beim Moskau Open im Februar 2015. Großmeister ist er seit April 2018. Die Normen hierfür erzielte er mit Übererfüllung im Juni 2017 beim 1. Gens-Una-Sumus-Turnier in Krakau, ebenfalls mit Übererfüllung im September 2017 beim 2. Jerewan-Open, im Februar 2018 beim 26. Oxin Cup in Amol sowie wieder mit Übererfüllung beim zehn Tage danach beginnenden Aeroflot Open.
Ende Juli 2019 gewann Tabatabaei das Meisterturnier des Schachfestivals Biel. Er erreichte 7 Punkte aus 9 Partien und platzierte sich einen halben Punkt vor der Verfolgergruppe aus Gata Kamsky, Alexander Donchenko, Jeffery Xiong und mehreren anderen starken Großmeistern. Im September 2021 gewann er das Masters in Schardscha und im März 2024 das Aeroflot Open in Moskau.
Vereinsschach spielt er für den Novin Chess Club aus dem nordiranischen Qaem-Schahr sowie in Frankreich für die Association Cannes-Echecs. In der Saison 2021/22 der deutschen Schachbundesliga spielte er für den Münchener SC 1836. Seit Herbst 2022 ist Tabatabaei für den FC Bayern München gemeldet.
Mit seiner höchsten Elo-Zahl von 2718 im Juli 2024 lag er hinter Parham Maghsoodloo auf dem zweiten Platz der iranischen Elo-Rangliste.
| Hier fehlt eine Grafik, die leoder im Moment aus technischen Gründen nicht angezeigt werden kann. Wir arbeiten daran! |